# 板葉軸孔珊瑚
板葉軸孔珊瑚（学名：Acropora glauca）为軸孔珊瑚科軸孔珊瑚屬下的一个种。